# Максимовский, Владимир Николаевич
Вла́димир Никола́евич Максимо́вский 11 января (23 января) 1887, Москва, Российская империя — ноябрь 1941, СССР) — советский партийный и государственный деятель, революционер, член Российской социал-демократической рабочей партии (большевиков) с 1903 года. Профессор. Репрессирован.

## Биография
Родился в Москве в семье железнодорожного служащего. Рано осиротел, воспитывался в семье брата матери, коллежского советника П. П. Юшневского в Коломне. Окончил гимназию и примкнул к революционному подполью. С начала 1905 года был помощником секретаря Коломенской организации РСДРП и заведовал складом нелегальной литературы. В ноябре 1905 года возглавил социал-демократическую организацию учащихся города. Вёл подпольную работу в Коломне, Москве, Туле, Харькове. Учился в МГУ. В 1906—1907 годах в эмиграции в Швейцарии. В 1907 году вернулся в Россию, неоднократно арестовывался, ссылался.
После Февральской революции — член Московского областного бюро РСДРП(б). Входил в так называемый «узкий» состав Московского областного бюро партии (из 7 человек), который вёл всю повседневную работу между пленумами.
Декабрь 1917 — член Тульского военно-революционного комитета
1917—1918 — секретарь Исполнительного комитета Московского областного Совета
19 сентября—16 декабря 1918 — ответственный секретарь Московского областного комитета РКП(б)
1918—1919 — заведующий Инструкторским отделом НКВД РСФСР
1918—1919 — член коллегии НКВД РСФСР
Сентябрь 1919—май 1920 заведующий Учётно-распределительным отделом ЦК РКП(б)
С мая 1919 — уполномоченный ЦК РКП(б) и ВЦИК по проведению мобилизации в Московской губернии
август 1919—январь 1920 — заместитель народного комиссара просвещения РСФСР и заведующий Учётно-распределительным отделом Главного политуправления НКПС РСФСР
С октября 1920 — председатель Рязанского губернского продовольственного совещания
С 1921 — военком Военной академии РККА
С 1921 — заместитель председателя Главполитпросвета, заместитель народного комиссара просвещения РСФСР, член коллегии Народного комиссариата просвещения РСФСР
Январь—май 1924 — ответственный секретарь Хамовнического районного комитета РКП(б) (Москва)
В период дискуссий о Брестском мире левый коммунист. В 1920-21 — в оппозиционной группе «демократического централизма» («децист»), в 1923 году подписал троцкистскую «платформу 46», позже примыкал к «новой оппозиции». Порвал с оппозициями после XIV съезда ВКП(б).
Избирался делегатом IX, X, XI съездов партии. На IX съезде РКП(б) выступил с содокладом по организационным вопросам, на X съезде РКП(б) — с содокладом по вопросам партийного строительства и партийной демократии.

Тов. Максимовский опытнее меня в организационных вопросах…
— В. И. Ленин, Заключительное слово по докладу ЦК на IX съезде РКП(б), Полн. собр. соч., т. 40, стр. 262
После 1924 года — декан экономического факультета Сельскохозяйственной академии имени К. М. Тимирязева, профессор; член Президиума Коммунистической академии; преподаватель факультета истории и философии 1-го Московского государственного университета; заведующий издательством ВЦИК.
Автор книги «Ленин о советском строительстве. (Собрание цитат и отрывков)» (1924 г.). Вместе с А.К. Дживелеговым начал отечественное изучение наследия Макиавелли в начале 30-х гг.
Его документальная историческая повесть «Кола ди Риенцо» в 1936 году вышла в серии «Жизнь замечательных людей».
В период политических репрессий 27 июля 1937 года арестован, осуждён. Согласно официальной справке, умер в ссылке от кровоизлияния в мозг. Посмертно реабилитирован в 1955 году.